# Казанское высшее артиллерийское командное училище
Казанское высшее артиллерийское командное училище — высшее военно-учебное заведение, основанное 6 ноября 1940 года, осуществляющее подготовку офицерских кадров для артиллерийских частей. 
В 2011 году в период реформ училище было расформировано.
День годового праздника — 6 ноября.

## Основная история

### Советский период
6 ноября 1940 года приказом народного комиссара обороны СССР № 0065 в городе Челябинске была создана военная школа авиационных механиков. 1 ноября 1941 года в начальный период Великой Отечественной войны
был проведён первый выпуск авиационных механиков в общем количестве 773 специалиста.
В 1943 году военная школа авиационных механиков была переименована в Челябинское военное авиационное техническое училище АДД. В 1944 году военное авиационное техническое училище было передано в состав ВВС РККА. За весь период войны военным авиационным техническим училищем было подготовлено четыре тысячи пятьсот семьдесят два офицера авиации для бомбардировщиков типа Ли-2, Ил-4, Пе-2 и Ер-2. Один выпускник училища, капитан Б. Г. Россохин был удостоен звания Герой Советского Союза.
30 апреля 1947 года военное авиационное техническое училище было переведено в Казань и 4 октября  того же года получило наименование — Казанское военное авиационно-техническое училище дальней авиации. С 1940 по 1959 год училищем было подготовлено двенадцать тысяч семьсот сорок два офицера авиационных частей. В 1959 году Постановлением Совета Министров СССР авиационно-техническое училище было передано из состава  Военно-воздушных сил в состав Ракетных войск стратегического назначения, получив наименование Казанское артиллерийское техническое училище.
С 1963 года Казанское артиллерийское техническое училище было переквалифицировано в высшее военно-инженерное училище со сроком обучения пять лет. С 1965 года высшее военно-инженерное училище из состава РВСН было передано в состав Ракетных войск и артиллерии и начало готовить офицеров ракетных частей для Сухопутных войск, первый выпуск для ракетно-артиллерийских частей Сухопутных войск состоялся в 1968 году. С 1976 года училище начало подготовку иностранных военнослужащих  армий союзников. 27 ноября 1980 года Постановлением Совета Министров СССР № 1099  Казанскому высшему военно-инженерному училищу было присвоено имя маршала артиллерии М. Н. Чистякова. В 1983 году училище переименовано в Казанское высшее военное командно-инженерное училище Ракетных войск имени маршала артиллерии М.Н. Чистякова.

### Постсоветский период
В 1994 году Казанское высшее командно-инженерное училище было переименовано в высшее артиллерийское командно-инженерное училище. 18 июня 1996 года состоялся последний выпуск офицеров-ракетчиков для Сухопутных войск, за всё время подготовки по этой специальности было подготовлено свыше шести с половиной тысячи офицеров.
В 1998 году в училище состоялся первый выпуск офицеров-артиллеристов, и
Постановлением Правительства Российской Федерации № 1109 Казанское высшее артиллерийское командно-инженерное училище было реорганизовано  и стало филиалом Михайловской военной артиллерийской академии.
В 2004 году Постановлением Правительства Российской Федерации на базе Казанского филиала Михайловской военной артиллерийской академии было создано Казанское высшее артиллерийское командное училище имени маршала артиллерии М. Н. Чистякова. В 2011 году в период реформ училище было окончательно расформировано. Среди выпускников училища было два Героя Советского Союза и Герой Социалистического Труда, двадцать четыре выпускника впоследствии были удостоены генеральского звания. За всё время существования училища им было подготовлено около двадцати пяти тысяч офицерских кадров.

## Награды института
- Орден Красной Звезды (ЧССР)  (5.11.1985 — «За подготовку иностранных специалистов»[2])

## История названий
- Военная авиационная школа авиамехаников (с 1940 года)
- Челябинское военное авиационное техническое училище Авиации Дальнего действия (с 15 апреля 1944 года)
- Казанское военное авиационно-техническое училище дальней авиации (с 4 октября 1947 года)
- Казанское артиллерийское техническое училище (с 1 апреля 1960 года)
- Казанское высшее командно-инженерное училище (с 1 июля 1963 года)
- Казанское высшее военное училище (1973 год, название существовало только 1 год)
- Казанское высшее военное командно-инженерное училище ракетных войск имени маршала артиллерии М. Н. Чистякова (с 27 ноября 1980 года)
- Казанское высшее артиллерийское командно-инженерное училище (с 1 сентября 1993 года)
- Казанский филиал Военного артиллерийского университета (с 29 августа 1998 года)
- Казанский филиал Михайловского военного артиллерийского университета (с 19 января 2003 года)
- Казанское высшее артиллерийское командное училище (военный институт) имени маршала артиллерии М. Н. Чистякова (с 2004 года)

## Руководство
Основной источник:
- генерал-майор авиации И. А. Тюмин (1941—1956)
- генерал-майор И. П. Олексеенко (1956—1960)
- генерал-майор В. И. Андрюков (1960—1963)
- генерал-майор А. А. Ромашкин (1963—1974)
- генерал-майор П. Р. Никитенко (1974—1983)
- генерал-лейтенант В. М. Фомин (1983—1989)
- генерал-майор Э. И. Пинчук (1989—1993)
- генерал-майор А. И. Бородин (1993—2007)

## Выпускники и преподаватели
- Недбайло, Анатолий Константинович[2]
- Россохин, Борис Гаврилович
- Соколов, Борис Иннокентьевич
- Климченков, Михаил Михайлович
- Хаметов, Динар Захарьевич [3]